# Serie A2 de 2021-22 (basquetebol masculino)
A Temporada 2021-22 da Serie A2, também conhecida como Serie A2 Old Wild West por razões de patrocinadores, é a 46ª edição da competição de secundária do basquetebol masculino da Itália segundo sua pirâmide estrutural. É organizada pela Lega Pallacanestro sob as normas da FIBA e é dividida em Grupo Verde e Grupo Vermelho.

## Clubes Participantes

#### Grupo Verde
| Clube                      | Cidade         | Arena                       | Capacidade |
| -------------------------- | -------------- | --------------------------- | ---------- |
| 2B Control Trapani         | Trapani        | Palaillio                   | 4.575      |
| Agribertocchi Orzinuovi    | Orzinuovi      | Centro Sportivo San Filippo | 2 400      |
| Apu Old Wild West Udine    | Údine          | PalaCarnera                 | 4 500      |
| Gruppo Mascio Treviglio    | Treviglio      | PalaFacchetti               | 2.880      |
| Acqua S.Bernardo Cantù     | Cantù          | PalaFantozzi                | 3 910      |
| Edilnol Biella             | Biella         | BiellaForum                 | 5.707      |
| Novipiù JB Monferrato      | Casale M.      | PalaFerraris                | 3.508      |
| Infodrive Capo d'Orlando   | Capo d'Orlando | PalaFantozzi                | 3.613      |
| Staff Mantova              | Mantova        | Grana Padano Arena          | 5.000      |
| Reale Mutua Torino         | Turim          | PalaRuffini                 | 4.500      |
| UCC Assigeco Piacenza      | Piacenza       | PalaBanca                   | 4.500      |
| Urania Milano              | Milão          | PalaIseo                    |            |
| Bakery Piacenza            | Piacenza       | PalaFranzanti               | 2 013      |
| Giorgio Tesi Group Pistoia | Pistoia        | PalaCarrara                 | 4 000      |

#### Grupo Vermelho
| Clube                                  | Cidade     | Arena                                 | Capacidade |
| -------------------------------------- | ---------- | ------------------------------------- | ---------- |
| Allianz Pazienza Cestistica San Severo | San Severo | Palasport Falcone e Borsellino        | 2 500      |
| Atlante Eurobasket Roma                | Roma       | Palazzetto dello Sport                | 3.500      |
| Benacquista Assicurazioni Latina       | Latina     | PalaBianchini                         | 2.500      |
| Lux Chieti                             | Chieti     | PalaTricalle "Sandro Leombroni"       | 2 600      |
| Tezenis Verona                         | Verona     | PalaOlimpia                           | 5.350      |
| Givova Scafati                         | Scafati    | PalaMagnano                           | 3.700      |
| OraSi Ravenna                          | Ravena     | Pala de Andrè                         | 3.200      |
| Stella Azzurra Roma                    | Roma       | PalaCoccia                            | 3 500      |
| Top Secret Ferrara                     | Ferrara    | Pala Hilton Pharma                    | 3.504      |
| Tramec Cento                           | Cento      | Pala Ahrcos                           | 1 130      |
| Unieuro Forli                          | Forlì      | Unieuro Arena                         | 6.511      |
| Umana Chiusi                           | Chiusi     | PalaPania                             |            |
| Basket Fabriano                        | Fabriano   | PalaBaldinelli                        | 4 000      |
| Next Nardò                             | Nardò      | Palasport "San Giuseppe da Copertino" |            |

|  |                                             |
|  | Promovidos da Serie B na temporada anterior |
|  | Rebaixados da Serie A na temporada anterior |

## Formato
A competição é disputada por 28 equipes divididas em dois torneios distintos de temporada regular, Grupo Verde e Grupo Vermelho, onde as equipes se enfrentam com jogos sendo mandante e visitante, determinando ao término desta as colocações do primeiro ao último colocados. Prevê-se a promoção à Serie A ao vencedores dos playoffs.

## Temporada Regular

### Tabela de Classificação

#### Verde
| Pos. | Clube                      | Pts. | J  | V  | D  | PF   | PC   | Dif. | Classificação |
| ---- | -------------------------- | ---- | -- | -- | -- | ---- | ---- | ---- | ------------- |
| 1    | Apu Old Wild West Udine    | 52   | 30 | 26 | 4  | 2422 | 2018 | 404  | Playoffs      |
| 2    | Acqua S.Bernardo Cantù     | 46   | 30 | 23 | 7  | 2463 | 2265 | 198  | Playoffs      |
| 3    | Giorgio Tesi Group Pistoia | 42   | 30 | 21 | 9  | 2323 | 2183 | 140  | Playoffs      |
| 4    | UCC Assigeco Piacenza      | 34   | 30 | 17 | 13 | 2361 | 2275 | 86   | Playoffs      |
| 5    | Gruppo Mascio Treviglio    | 34   | 30 | 17 | 13 | 2376 | 2267 | 109  | Playoffs      |
| 6    | Reale Mutua Torino         | 32   | 30 | 16 | 14 | 2424 | 2328 | 96   | Playoffs      |
| 7    | Staff Mantova              | 30   | 30 | 15 | 15 | 2333 | 2323 | 10   | Playoffs      |
| 8    | Novipiù JB Monferrato      | 30   | 30 | 15 | 15 | 2233 | 2285 | -52  | Playoffs      |
| 9    | 2B Control Trapani         | 28   | 30 | 14 | 16 | 2227 | 2354 | -127 |               |
| 10   | Urania Milano              | 24   | 30 | 12 | 18 | 2285 | 2367 | -82  |               |
| 11   | Edilnol Biella             | 24   | 30 | 12 | 18 | 2203 | 2328 | -125 |               |
| 12   | Bakery Piacenza            | 20   | 30 | 10 | 20 | 2314 | 2475 | -161 |               |
| 13   | Infodrive Capo d'Orlando   | 18   | 30 | 9  | 21 | 2363 | 2449 | -86  |               |
| 14   | Agribertocchi Orzinuovi    | 4    | 30 | 2  | 28 | 2120 | 2529 | -409 | Rebaixado     |

| Casa\Visitante             | 2BT    | ACQ     | AGR    | APU   | BAK   | EDI   | GIO   | GRU   | INF   | NOV   | REA    | STA    | UCC   | URA   |
| -------------------------- | ------ | ------- | ------ | ----- | ----- | ----- | ----- | ----- | ----- | ----- | ------ | ------ | ----- | ----- |
| 2B Control Trapani         |        | 72-91   | 65-56  | 73-88 | 68-66 | 89-78 | 69-73 | 78-70 | 83-78 | 67-84 | 70-66  | 64-72  | 82-77 | 90-81 |
| Acqua S.Bernardo Cantù     | 103-67 |         | 76-61  | 81-78 | 90-95 | 95-72 | 75-59 | 78-70 | 88-73 | 91-77 | 83-78  | 83-81  | 72-67 | 77-67 |
| Agribertocchi Orzinuovi    | 70-72  | 73-86   |        | 65-83 | 68-81 | 68-74 | 66-90 | 78-91 | 81-76 | 65-68 | 87-90  | 65-67  | 82-83 | 75-80 |
| Apu Old Wild West Udine    | 84-57  | 71-76   | 65-83  |       | 73-60 | 88-59 | 88-83 | 79-59 | 80-71 | 71-55 | 82-62  | 69-57  | 95-86 | 82-65 |
| Bakery Piacenza            | 77-64  | 128-136 | 101-89 | 75-85 |       | 71-67 | 70-75 | 63-79 | 90-74 | 87-84 | 79-107 | 81-89  | 65-76 | 81-78 |
| Edilnol Biella             | 71-65  | 75-77   | 68-74  | 83-82 | 73-59 |       | 69-82 | 69-78 | 68-76 | 88-84 | 60-86  | 85-71  | 63-76 | 92-86 |
| Giorgio Tesi Group Pistoia | 80-70  | 68-82   | 76-85  | 65-70 | 89-76 | 89-84 |       | 88-74 | 82-64 | 96-73 | 70-69  | 96-63  | 78-50 | 90-81 |
| Gruppo Mascio Treviglio    | 86-70  | 82-75   | 76-53  | 79-76 | 95-71 | 71-73 | 79-73 |       | 96-78 | 67-69 | 85-72  | 81-78  | 99-85 | 68-73 |
| Infodrive Capo d'Orlando   | 74-76  | 93-104  | 73-62  | 67-74 | 68-66 | 95-91 | 77-80 | 65-66 |       | 87-66 | 60-72  | 81-87  | 81-80 | 86-67 |
| Novipiù JB Monferrato      | 71-75  | 75-84   | 74-69  | 71-55 | 87-84 | 65-62 | 69-83 | 88-85 | 97-77 |       | 76-72  | 79-73  | 79-75 | 70-61 |
| Reale Mutua Torino         | 79-63  | 83-85   | 87-90  | 72-74 | 90-75 | 68-64 | 72-75 | 79-98 | 88-87 | 76-72 |        | 85-80  | 82-73 | 88-70 |
| Staff Mantova              | 81-68  | 70-59   | 89-72  | 60-79 | 74-77 | 85-71 | 66-85 | 81-71 | 81-87 | 96-75 | 86-90  |        | 64-68 | 92-74 |
| UCC Assigeco Piacenza      | 77-64  | 84-71   | 117-79 | 62-84 | 89-71 | 63-76 | 63-64 | 84-69 | 68-66 | 73-83 | 94-99  | 81-66  |       | 80-72 |
| Urania Milano              | 92-80  | 66-58   | 82-72  | 54-81 | 71-67 | 92-86 | 69-73 | 69-90 | 93-89 | 67-68 | 77-73  | 104-73 | 72-75 |       |

#### Vermelho
| Pos. | Clube                                  | Pts. | J  | V  | D  | PF   | PC   | Dif. | Classificação |
| ---- | -------------------------------------- | ---- | -- | -- | -- | ---- | ---- | ---- | ------------- |
| 1    | Givova Scafati                         | 50   | 30 | 25 | 5  | 2460 | 2088 | 372  | Playoffs      |
| 2    | Tezenis Verona                         | 45   | 30 | 24 | 6  | 2269 | 2055 | 214  | Playoffs      |
| 3    | OraSi Ravenna                          | 40   | 30 | 20 | 10 | 2325 | 2209 | 116  | Playoffs      |
| 4    | Umana Chiusi                           | 38   | 30 | 19 | 11 | 2314 | 2265 | 49   | Playoffs      |
| 5    | Top Secret Ferrara                     | 38   | 30 | 19 | 11 | 2411 | 2310 | 101  | Playoffs      |
| 6    | Tramec Cento                           | 32   | 30 | 16 | 14 | 2079 | 2097 | -18  | Playoffs      |
| 7    | Unieuro Forli                          | 32   | 30 | 16 | 14 | 2303 | 2306 | -3   | Playoffs      |
| 8    | Allianz Pazienza Cestistica San Severo | 30   | 30 | 15 | 15 | 2331 | 2325 | 6    | Playoffs      |
| 9    | Benacquista Assicurazioni Latina       | 26   | 30 | 13 | 17 | 2426 | 2414 | 12   |               |
| 10   | Atlante Eurobasket Roma                | 22   | 30 | 11 | 19 | 2269 | 2378 | -109 |               |
| 11   | Lux Chieti                             | 22   | 30 | 11 | 19 | 2182 | 2344 | -162 |               |
| 12   | Next Nardò                             | 20   | 30 | 10 | 20 | 2355 | 2431 | -76  |               |
| 13   | Stella Azzurra Roma                    | 16   | 30 | 8  | 22 | 2104 | 2203 | -99  |               |
| 14   | Ristopro Fabriano                      | 8    | 30 | 4  | 26 | 2138 | 2542 | -404 | Rebaixado     |

### Confrontos
| Casa\Visitante                         | ALL    | ATL    | BEN     | GIV    | LUX   | NEX    | ORA   | RIS   | STE   | TEZ   | TOP   | TRA   | UMA   | UNI   |
| -------------------------------------- | ------ | ------ | ------- | ------ | ----- | ------ | ----- | ----- | ----- | ----- | ----- | ----- | ----- | ----- |
| Allianz Pazienza Cestistica San Severo |        | 64-61  | 80-78   | 66-70  | 88-67 | 86-77  | 96-68 | 98-84 | 83-75 | 88-77 | 78-73 | 64-77 | 73-77 | 58-71 |
| Atlante Eurobasket Roma                | 98-91  |        | 84-78   | 82-109 | 85-73 | 74-95  | 62-76 | 80-67 | 85-73 | 57-63 | 67-74 | 51-66 | 86-93 | 83-79 |
| Benacquista Assicurazioni Latina       | 79-78  | 59-64  |         | 89-90  | 70-75 | 102-97 | 88-84 | 91-77 | 81-60 | 61-60 | 83-70 | 74-76 | 70-79 | 96-87 |
| Givova Scafati                         | 107-57 | 87-71  | 75-61   |        | 80-58 | 87-60  | 95-88 | 98-82 | 77-60 | 77-57 | 97-75 | 74-54 | 82-59 | 97-68 |
| Lux Chieti                             | 77-67  | 63-64  | 86-68   | 64-82  |       | 60-77  | 82-76 | 90-84 | 76-62 | 87-73 | 65-70 | 64-79 | 70-62 | 70-88 |
| Next Nardò                             | 89-77  | 83-101 | 88-102  | 72-80  | 65-72 |        | 64-82 | 83-74 | 76-89 | 68-81 | 65-84 | 82-72 | 83-64 | 75-84 |
| OraSi Ravenna                          | 74-71  | 81-80  | 75-66   | 71-81  | 83-64 | 76-67  |       | 80-59 | 79-65 | 57-70 | 79-78 | 65-56 | 77-84 | 61-58 |
| Ristopro Fabriano                      | 67-100 | 95-86  | 79-87   | 82-83  | 66-87 | 92-98  | 73-85 |       | 49-71 | 56-70 | 86-84 | 57-74 | 81-92 | 77-87 |
| Stella Azzurra Roma                    | 83-85  | 76-66  | 69-74   | 61-63  | 85-73 | 65-62  | 61-83 | 81-52 |       | 65-68 | 84-91 | 66-67 | 60-77 | 68-74 |
| Tezenis Verona                         | 63-96  | 78-72  | 72-80   | 75-70  | 87-73 | 85-70  | 81-78 | 74-43 | 78-64 |       | 78-73 | 73-49 | 85-77 | 79-60 |
| Top Secret Ferrara                     | 77-59  | 100-84 | 114-108 | 83-81  | 87-76 | 83-62  | 82-93 | 89-69 | 77-68 | 77-80 |       | 82-70 | 65-78 | 78-76 |
| Tramec Cento                           | 75-76  | 67-64  | 65-63   | 75-70  | 68-79 | 77-74  | 59-71 | 81-52 | 57-55 | 82-80 | 57-64 |       | 73-81 | 65-45 |
| Umana Chiusi                           | 84-71  | 63-76  | 89-87   | 74-71  | 82-78 | 83-79  | 75-85 | 64-71 | 79-74 | 69-78 | 70-72 | 90-77 |       | 90-65 |
| Unieuro Forli                          | 85-70  | 101-91 | 66-77   | 74-64  | 91-61 | 84-77  | 81-83 | 93-81 | 72-75 | 65-73 | 84-78 | 74-72 | 76-75 |       |

## Playoffs

#### Oitavas de final
| Time 1                     | Série | Time 2                                 | 1º Jogo | 2º Jogo | 3º Jogo | 4º Jogo | 5º Jogo |
| -------------------------- | ----- | -------------------------------------- | ------- | ------- | ------- | ------- | ------- |
| Apu Old Wild West Udine    | 3 - 1 | Allianz Pazienza Cestistica San Severo | 83 - 72 | 84 - 54 | 61 - 73 | 73 - 70 | -       |
| Umana Chiusi               | 3 - 2 | Gruppo Mascio Treviglio                | 87 - 80 | 87 - 96 | 76 - 70 | 48 - 64 | 88 - 64 |
| Giorgio Tesi Group Pistoia | 3 - 2 | Tramec Cento                           | 67 - 62 | 61 - 75 | 52 - 63 | 66 - 65 | 64 - 57 |
| Tezenis Verona             | 3 - 2 | Staff Mantova                          | 68 - 64 | 68 - 65 | 59 - 66 | 59 - 60 | 77 - 61 |
| Givova Scafati             | 3 - 0 | Novipiù JB Monferrato                  | 76 - 51 | 77 - 55 | 88 - 64 | -       | -       |
| UCC Assigeco Piacenza      | 3 - 1 | Top Secret Ferrara                     | 94 - 71 | 70 - 72 | 96 - 81 | 81 - 77 | -       |
| OraSi Ravenna              | 3 - 1 | Reale Mutua Torino                     | 82 - 71 | 84 - 71 | 96 - 97 | 64 - 61 | -       |
| Acqua S.Bernardo Cantù     | 3 - 1 | Unieuro Forli                          | 77 - 55 | 71 - 62 | 72 - 76 | 64 - 61 | -       |

#### Quartas de final
| Time 1                     | Série | Time 2                 | 1º Jogo | 2º Jogo | 3º Jogo | 4º Jogo | 5º Jogo |
| -------------------------- | ----- | ---------------------- | ------- | ------- | ------- | ------- | ------- |
| Apu Old Wild West Udine    | 3 - 0 | Umana Chiusi           | 69 - 63 | 72 - 70 | 76 - 71 | -       | -       |
| Giorgio Tesi Group Pistoia | 2 - 3 | Tezenis Verona         | 63 - 65 | 84 - 76 | 77 - 86 | 69 - 61 | 61 - 77 |
| Givova Scafati             | 3 - 2 | UCC Assigeco Piacenza  | 76 - 51 | 77 - 55 | 88 - 64 | 90 - 98 | 77 - 59 |
| OraSi Ravenna              | 0 - 3 | Acqua S.Bernardo Cantù | 71 - 68 | 79 - 59 | 59 - 58 | -       | -       |

#### Semifinal
| Time 1                  | Série | Time 2                 | 1º Jogo | 2º Jogo | 3º Jogo | 4º Jogo | 5º Jogo |
| ----------------------- | ----- | ---------------------- | ------- | ------- | ------- | ------- | ------- |
| Apu Old Wild West Udine | 1 - 3 | Tezenis Verona         | 67 - 64 | 64 - 67 | 56 - 66 | 57 - 83 | -       |
| Givova Scafati          | 3 - 2 | Acqua S.Bernardo Cantù | 89 - 79 | 67 - 53 | 68 - 79 | 68 - 77 | 73 - 60 |

#### Final
| Time 1         | Placar   | Time 2         |
| -------------- | -------- | -------------- |
| Tezenis Verona | 100 - 82 | Givova Scafati |

## Artigos relacionados
- Serie A
- Serie B
- Seleção Italiana de Basquetebol

## Promoção e rebaixamentos

### Promoção
- Givova Scafati[4]
- Tezenis Verona[5]

### Rebaixamento
| Time 1          | Série | Time 2                   | 1º Jogo  | 2º Jogo | 3º Jogo | 4º Jogo | 5º Jogo |
| --------------- | ----- | ------------------------ | -------- | ------- | ------- | ------- | ------- |
| Bakery Piacenza | 3 - 1 | Stella Azzurra Roma      | 72 - 76  | 79 - 60 | 76 - 74 | 80 - 59 | -       |
| Next Nardò      | 3 - 1 | Infodrive Capo d'Orlando | 100 - 99 | 95 - 93 | 64 - 91 | 95 - 86 | -       |

- Ristopro Fabriano[6]
- Agribertocchi Orzinuovi[7]
- Infodrive Capo d'Orlando[1]
- Stella Azzurra Roma[2]